# An-Nasirijja
An-Nasirijja (arab. الناصرية) – miasto w południowym Iraku, nad Eufratem, ośrodek administracyjny muhafazy Zi Kar. Około 273 tys. mieszkańców.